# Kościół poewangelicki w Goszczu
Kościół poewangelicki – nieużytkowana świątynia protestancka znajdująca się we wsi Goszcz, w powiecie oleśnickim, w województwie dolnośląskim.
Jest to budowla wzniesiona w stylu barokowym w latach 1743-1749, w 1945 roku została opuszczona. Świątynia jest murowana, wzniesiona na planie prostokąta, od strony zachodniej posiada wieżę. Nad głównym wejściem fronton w kształcie circulaire (kolistym) zawierający kartusz z herbami Henryka Leopolda von Reichenbacha (L) i Fryderyki Charlotty von Schönaich-Carolath (P). We wnętrzu znajdują się kondygnacje empor. Wnętrze nakrywa drewniane sklepienie pozorne.
W 2015 rozpoczęto prace restauracyjne, a w 2019 zaczęły się tu odbywać spektakle teatralne.

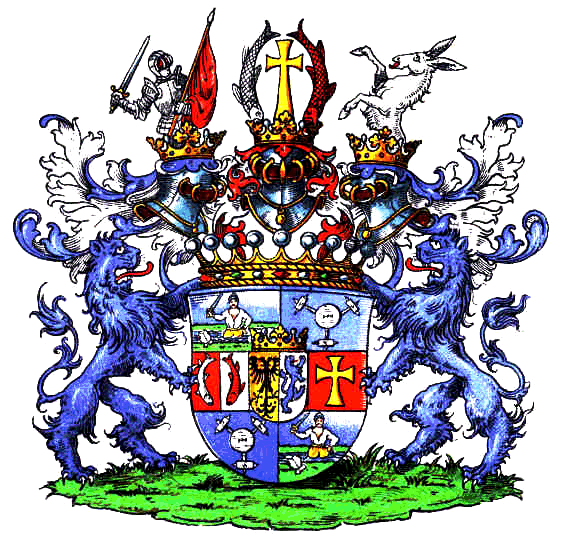
Herb von Reichenbach
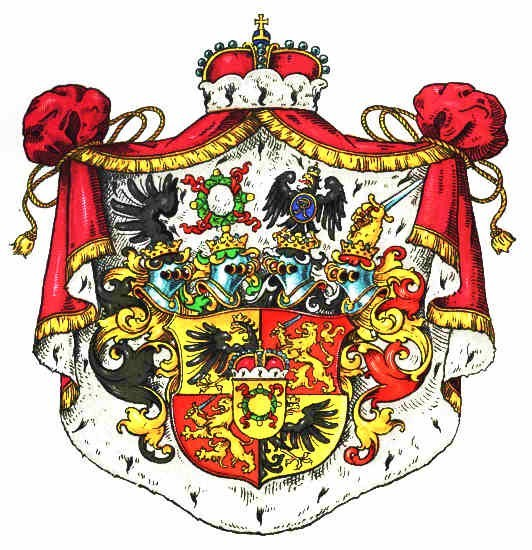
Herb von Schoenaich
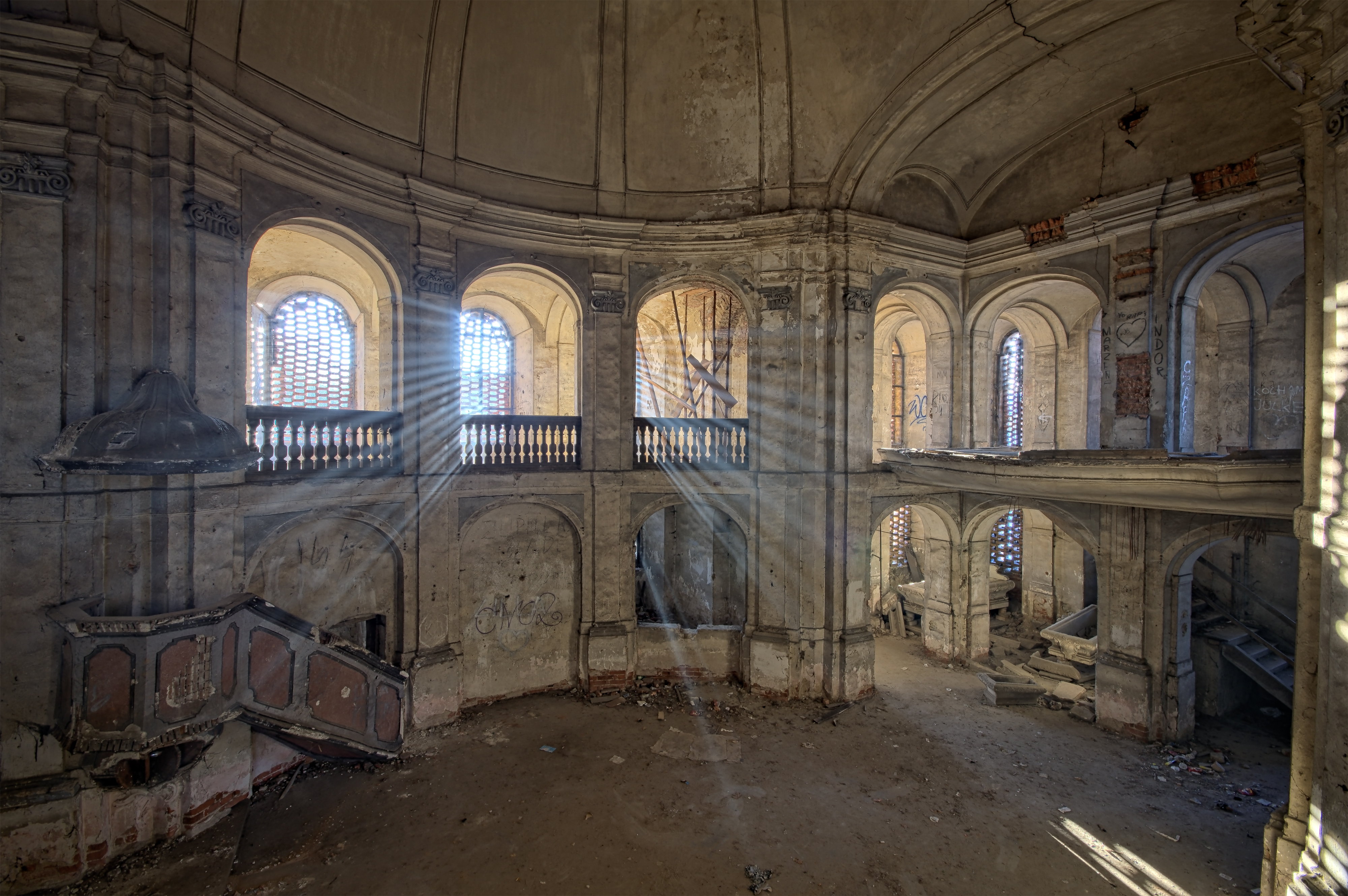
Wnętrze świątyni